# ويليام ليندسي (سياسي كندي)
ويليام ليندسي هو سياسي كندي، ولد في 3 أغسطس 1813، وتوفي في 7 سبتمبر 1895. انتخب عضو الجمعية التشريعية لنيو برونزويك ‏.